# Søren Abildgaard
Søren Abildgaard (født 18. februar 1718 i Flekkefjord, død 2. juli 1791 i København) var en dansk-norsk tegner, kobberstikker og geolog. Han var far til Nicolai Abildgaard og Peter Christian Abildgaard.
Han er mest kendt for at have ledsaget historikeren Jacob Langebek på dennes rejser langs Østersøens kyster og Sverige i 1753-1754, der gik ud på at aftegne de historiske mindesmærker og andre interessante levn i området. Det eneste kendte potræt af Langebek er også tegnet af Abildgaard. 
Sidenhen rejste han i vidt omkring Danmark og Norge i en periode på 12 år, 1756-1776, for at aftegne mindesmærker, gravstene, håndskrifter og segl i hele Tvillingeriget. Tegningerne findes nu på Universitetsbiblioteket i København.
Han interesserede sig desuden for naturvidenskaberne og udgav en række småafhandlinger, fortrinsvis om geologien.
Han er begravet på Assistens Kirkegård. To miniatureportrætter af ham findes på Det Nationalhistoriske Museum på Frederiksborg Slot.